# Carlo Faucci
Carlo Faucci (Firenze, 1729 – Firenze, 1784) è stato un incisore italiano.

## Biografia
Attivo soprattutto nella natia Firenze, fu allievo del noto incisore fiorentino Carlo Gregori, con il quale studiò la calcografia al bulino e all'acquaforte, specializzandosi nell'incisione di riproduzione.
Nell'Abecedario pittorico edito a Firenze nel 1776 si fa menzione di Faucci come «celebre incisore fiorentino». Fu coinvolto nelle iniziative della Galleria d'arte del marchese Andrea Gerini, mentre Giuseppe Pelli Bencivenni gli commissionò nel 1767 un ritratto di Montesquieu. Faucci ebbe legami anche con l'editore inglese John Boydell.
Il suo allievo Gaetano Vascellini lo raffigurò in un'incisione all'acquaforte rappresentandolo di tre quarti, con in mano il bulino e in testa il turbante. Ebbe un nipote, Raimondo, anch'egli incisore, con il quale collaborò.

## Opere (parziale)

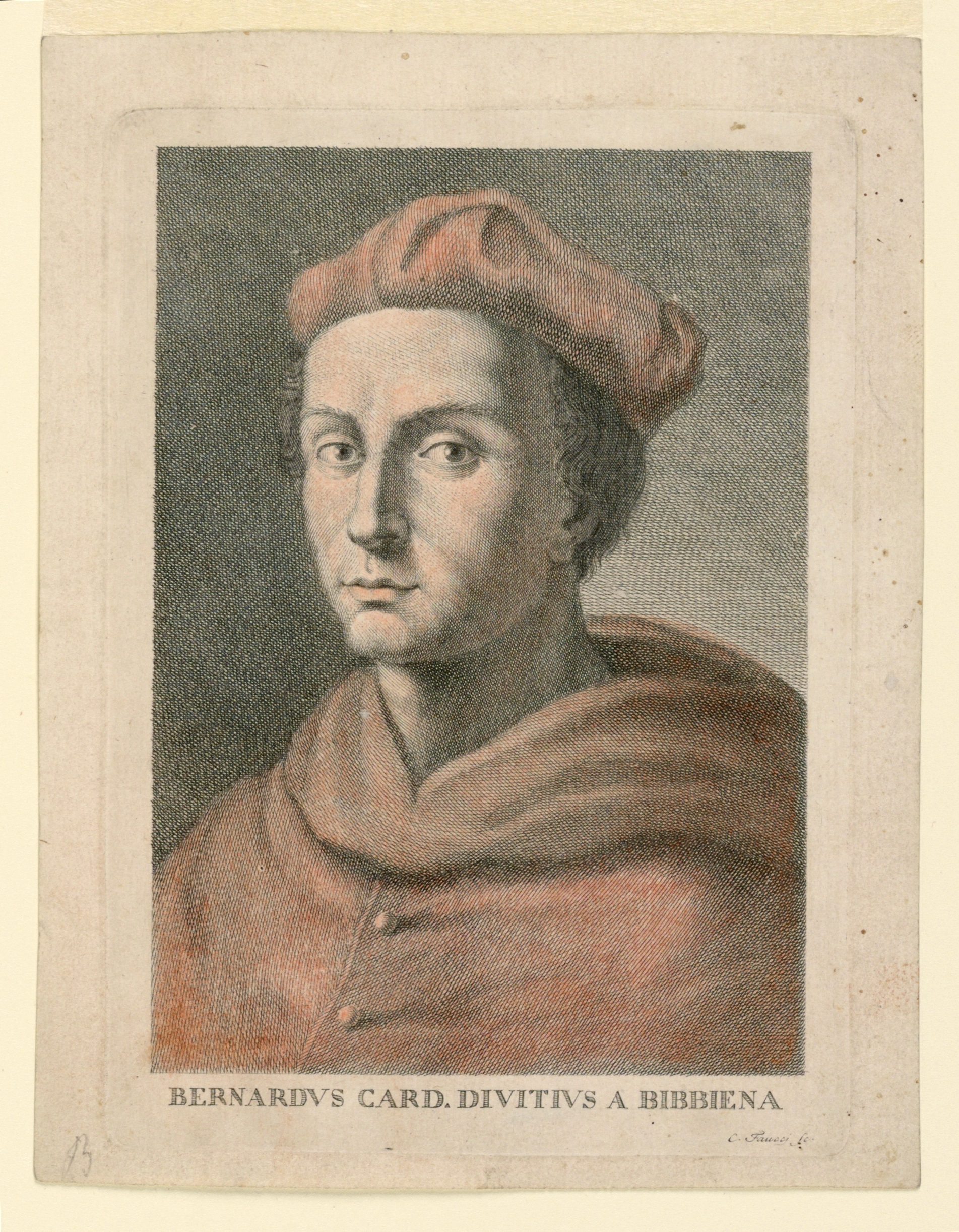
Carlo Faucci, il cardinale Bernardo Dovizi da Bibbiena in una stampa del XVIII secolo.

Faucci realizzò incisioni e illustrazioni per i seguenti volumi:
- Giuseppe Maria Brocchi, Descrizione della provincia del Mugello con la carta geografica del medesimo, Firenze, 1748.
  - Topografia della provincia del Mugello situata alle falde degli Appennini in Toscana
- Opus Bernardini Poccetti qd. in saccello Ss.rum Nerei et Achillei in atrio templi S. M.ae Magdalenae de Pazzis Florentiae adservatum, Firenze, 1758-1759, con Ferdinando Gregori e Giovanni Battista Betti.
- Raccolta di stampe rappresentanti i quadri più scelti de' signori marchesi Gerini, Firenze, 1759.
  - Martirio di Sant'Andrea, da Carlo Dolci
  - Lotta di Ercole con i due serpenti e Ercole al bivio, da Pompeo Batoni
  - Incoronazione della Vergine, da Peter Paul Rubens
  - San Pietro piangente, dal Guercino
  - Santa Maria Egiziaca, dallo Spagnoletto
  - San Giuda Taddeo, da Bartolomeo Carducci
- Chronologica series simulacrorum regiae familiae Mediceae, Firenze, 1761, con Giovanni Domenico Campiglia, Giuseppe Zocchi e Francesco Allegrini.
- Vita di Anton Domenico Gabbiani, Firenze, 1762.
  - Autoritratto di Anton Domenico Gabbiani (1751), da Giovanni Battista Cipriani
- Serie di ritratti d'uomini illustri toscani con gli elogi storici dei medesimi, Firenze, 1766-1778.
- Raccolta di ottanta stampe rappresentanti i quadri più scelti de' signori marchesi Gerini, Firenze, 1786.
  - Ritratto di Anton Vandich (autoritratto a mezzo busto)
  - Lo Sposalizio di Maria Vergine, da Pietro da Cortona
  - Gesù Cristo deposto di croce da' discepoli, da Jacopo Bassano